# Camptoloma erythropygum
Camptoloma erythropygum là một loài bướm đêm thuộc phân họ Arctiinae, họ Erebidae.